# São Bernardo Futebol Clube
Il São Bernardo Futebol Clube, meglio noto come São Bernardo, è una società calcistica brasiliana con sede nella città di São Bernardo do Campo, nello stato di San Paolo.

## Storia
Il club è stato fondato il 20 dicembre 2004, ma in passato la città era stata rappresentata dalle seguenti squadre: Sociedade Esportiva Irmãos Romano, Aliança Clube, Esporte Clube São Bernardo e Palestra de São Bernardo, oggi la maggior parte di queste sono inattive.
Nel 2005, il club ha partecipato al Campeonato Paulista Segunda Divisão, e il 10 aprile dello stesso anno ha giocato la sua prima professionistica, vincendo 4-3 in trasferta contro il Comercial di Registro, alla competizione prendevano parte anche altre squadre della regione come São Caetano, Mauaense, Santo André, etc, il São Bernardo terminò al terzo posto, e venne promosso nel Campeonato Paulista Série A3.
Nel 2008, il São Bernardo ha terminato al secondo posto nel Campeonato Paulista Série A3, il vincitore della competizione fu il Flamengo di Guarulhos, e venne promosso nel Campeonato Paulista Série A2.
Nel 2012, il club ha vinto il suo primo titolo, il Campeonato Paulista Série A2, dopo aver sconfitto in finale l'União Barbarense.
Nel 2013, il club ha vinto il suo secondo titolo, la Copa Paulista, dopo aver sconfitto in finale l'Audax.

## Palmarès

### Competizioni statali
- Campeonato Paulista Série A2: 2

2012, 2021
- Copa Paulista: 2

2013, 2021
- Taça Independência: 1

2023